# Stefan Wyczółkowski
Stefan Michał Wyczółkowski (ur. 13 sierpnia 1893 w Chełmie, zm. w kwietniu 1940 w Charkowie) – major piechoty Wojska Polskiego, kawaler Orderu Virtuti Militari, ofiara zbrodni katyńskiej.

## Życiorys
Urodził się 13 sierpnia 1893 w Chełmie. Był synem Romualda i Antoniny z Grabińskich (zm. 1906). Ukończył gimnazjum klasyczne.
Służył w armii rosyjskiej. Po skończeniu szkoły oficerskiej w Odessie (1915), walczył na froncie. W 1917 roku w stopniu kapitana wstąpił do 1 polskiego pułku rezerwowego. Po wybuchu rewolucji w Rosji przedostał się do Francji i służył w Armii gen. Hallera. Służył w 1 pułku strzelców polskich jako dowódca kompanii a następnie batalionu. W drugiej połowie kwietnia 1919 roku wraz z pierwszymi oddziałami dotarł do Polski.
Wstąpił do Wojska Polskiego. Brał udział w wojnie polsko-bolszewickiej w szeregach 43 pułku strzelców Legionu Bajończyków. Dowodził batalionem.
Po zakończeniu działań wojennych pozostał w wojsku i w 1922 roku został zweryfikowany do stopnia kapitana piechoty ze starszeństwem z dniem 1 czerwca 1919 roku. Pozostał w 43 pułku strzelców Legionu Bajończyków, gdzie był dowódcą II baonu. W tym samym roku został awansowany na majora piechoty ze starszeństwem z dniem 1 lipca 1923 roku. W jednostce służył do roku 1928. W 1928 został przeniesiony do 56 pułku piechoty wielkopolskiej na stanowisko dowódcy I baonu. Od 1930 roku przebywał w dyspozycji szefa Departamentu Piechoty Ministerstwa Spraw Wojskowych i kierowany był do różnych zadań m.in. jako dowódca Baonu Podchorążych Rezerwy Piechoty Nr 6a w Rawie Ruskiej, kierownik 6 Okręgowego Urzędu Wychowania Fizycznego i Przysposobienia Wojskowego we Lwowie. W czerwcu 1934 roku został przeniesiony do Powiatowej Komendy Uzupełnień Radomsko na stanowisko komendanta. 1 września 1938 roku dowodzona przez niego jednostka została przemianowana na Komendę Rejonu Uzupełnień Radomsko, a zajmowane przez niego stanowisko otrzymało nazwę „komendant rejonu uzupełnień”. W marcu 1939 roku w dalszym ciągu pełnił służbę na tym stanowisku. W 1939 służył w Departamencie Piechoty MSWojsk.
W czasie kampanii wrześniowej 1939 roku – po agresji ZSRR na Polskę – w nieznanych okolicznościach dostał się do niewoli sowieckiej. Przebywał w obozie w Starobielsku. Wiosną 1940 roku został zamordowany przez funkcjonariuszy NKWD w Charkowie i pogrzebany potajemnie w bezimiennej mogile zbiorowej w Piatichatkach, gdzie od 17 czerwca 2000 roku mieści się oficjalnie Cmentarz Ofiar Totalitaryzmu w Charkowie. Figuruje na Liście Starobielskiej NKWD, pod poz. 538.
5 października 2007 roku minister obrony narodowej Aleksander Szczygło mianował go pośmiertnie na stopień podpułkownika. Awans został ogłoszony 9 listopada 2007 roku w Warszawie, w trakcie uroczystości „Katyń Pamiętamy – Uczcijmy Pamięć Bohaterów”.

## Ordery i odznaczenia
- Krzyż Srebrny Orderu Wojskowego Virtuti Militari nr 1559[4] (13 kwietnia 1921)[18][2]
- Złoty Krzyż Zasługi (10 listopada 1928)[19][20]
- Medal Pamiątkowy za Wojnę 1918–1921[10]
- Medal Dziesięciolecia Odzyskanej Niepodległości[10]
- Państwowa Odznaka Sportowa[21]
- Krzyż Wojenny (Francja, 1932)[22]
- Medal Zwycięstwa (Médaille Interalliée) (1921)[23][24]
- Medal Pamiątkowy Wielkiej Wojny (Francja, 1921)[23][24]

17 stycznia 1933 Komitet Krzyża i Medalu Niepodległości odrzucił wniosek o nadanie mu tego odznaczenia „z powodu braku pracy niepodległościowej”.

## Twórczość
- Zarys historji wojennej 43-go Pułku Strzelców Kresowych. Warszawa: Wojskowe Biuro Historyczne, 1928, seria: Zarys historii wojennej pułków polskich 1918–1920. Brak numerów stron w książce